# تاریخ ادبیات در ایران
تاریخ ادبیات در ایران کتابی اثر ذبیح‌الله صفا (۱۳۷۸-۱۲۹۰) نویسنده و ادیب ایرانی است. این کتاب مهم‌ترین کتابی است که تاریخ ادبیات فارسی را به‌طور مفصل بیان کرده‌است. این کتاب در ۵ جلد ادبیات فارسی را در سده‌های پس از اسلام و در حقیقت از زمان به وجود آمدن فارسی امروزی (دری) بیان می‌کند. در آغاز هر کتاب فصل‌هایی را به توصیف اوضاع تاریخی و اجتماعی و دینی می‌پردازد و پس از آن به ذکر احوال شاعران و نویسندگان هر دوره مشغول می‌شود. اولین جلد این کتاب در سال ۱۳۳۲ به چاپ رسید و نوشتن تمامی آن در طول چهل سال انجام شد.

### جلدها
- جلد اول: از آغاز دوره اسلامی تا پیش از دوره سلجوقی
- جلد دوم: از قرن پنجم تا قرن هفتم هجری
- جلد سوم در دو مجلد: از قرن هفتم تا قرن تا هشتم هجری
- جلد چهارم: از قرن هشتم تا آغاز قرن دهم
- جلد پنجم در سه مجلد: از قرن دهم تا میانه قرن دوازدهم

عمر مولف برای نوشتن ادامه این مجمومه مجال نداد.